# Carlos Sastre
Carlos Sastre Candil (* 24. dubna 1975 v Leganés), známý též pod zkráceným jménem Carlos Sastre, je španělský profesionální cyklista. Jedná se o vítěze Tour de France 2008. Je členem profi týmu CerVélo test team.

## Tour de France
2001
- 20. místo

2002
- celkově 10. místo

2003
- celkově 9. místo
  - 13. etapa - vítěz

2004
- celkově 8. místo

2005
- celkově 21. místo

2006
- celkově 3. místo
  - 11. etapa - 5. místo
  - 16. etapa - 2. místo
  - 17. etapa - vítěz

2007
- celkově 4. místo
  - 14. etapa - 5. místo
  - 16. etapa - 8. místo

2008
- celkový vítěz
  - 6. etapa - 8. místo
  - 10. etapa - 7. místo
  - 15. etapa - 6. místo
  - 17. etapa - 1. místo